# Clonazione
La clonazione, in biologia, indica la riproduzione mitotica, naturale o artificiale, di un secondo organismo vivente o anche di una singola cellula che ha tutte le caratteristiche genetiche del primo. Il termine deriva dal greco antico κλών (klōn "ramo", "ramoscello"). In natura tale modalità di riproduzione si verifica in alcuni organismi unicellulari, alcuni invertebrati (in alcuni poriferi, nei platelminti, e negli anellidi) e alcune piante. In agricoltura il termine viene utilizzato per indicare una tecnica che l'uomo utilizza da tempo per riprodurre piante come talee, margotte e innesti. In ingegneria genetica molecolare o in biotecnologia la parola indica talvolta la riproduzione di tratti di catena di DNA. Nel processo vengono impiegati vettori di clonaggio.
Nella moderna genetica, e nelle scienze biologiche applicate in genere, la clonazione è la tecnica di produzione di copie geneticamente identiche di organismi viventi tramite manipolazione genetica. In questa ultima accezione il termine è divenuto di uso comune a partire dagli anni novanta, quando prima Neal First (1994), quindi Keith Campbell e Ian Wilmut (i padri scientifici della famosa pecora Dolly - 1996) provarono a clonare, con successo, una pecora. Clonare in laboratorio un organismo, in questo caso, significa creare un nuovo essere vivente che possiede le stesse informazioni genetiche dell'organismo di partenza. Quindi le moderne tecniche di clonazione prevedono il prelevamento e trasferimento del nucleo di un somatocita dell'organismo da clonare in una nuova cellula uovo della stessa specie dell'organismo da replicare. Poiché il nucleo contiene quasi tutte le informazioni genetiche necessarie per realizzare una forma di vita, l'uovo ricevente si svilupperà in un organismo geneticamente identico al donatore del nucleo.

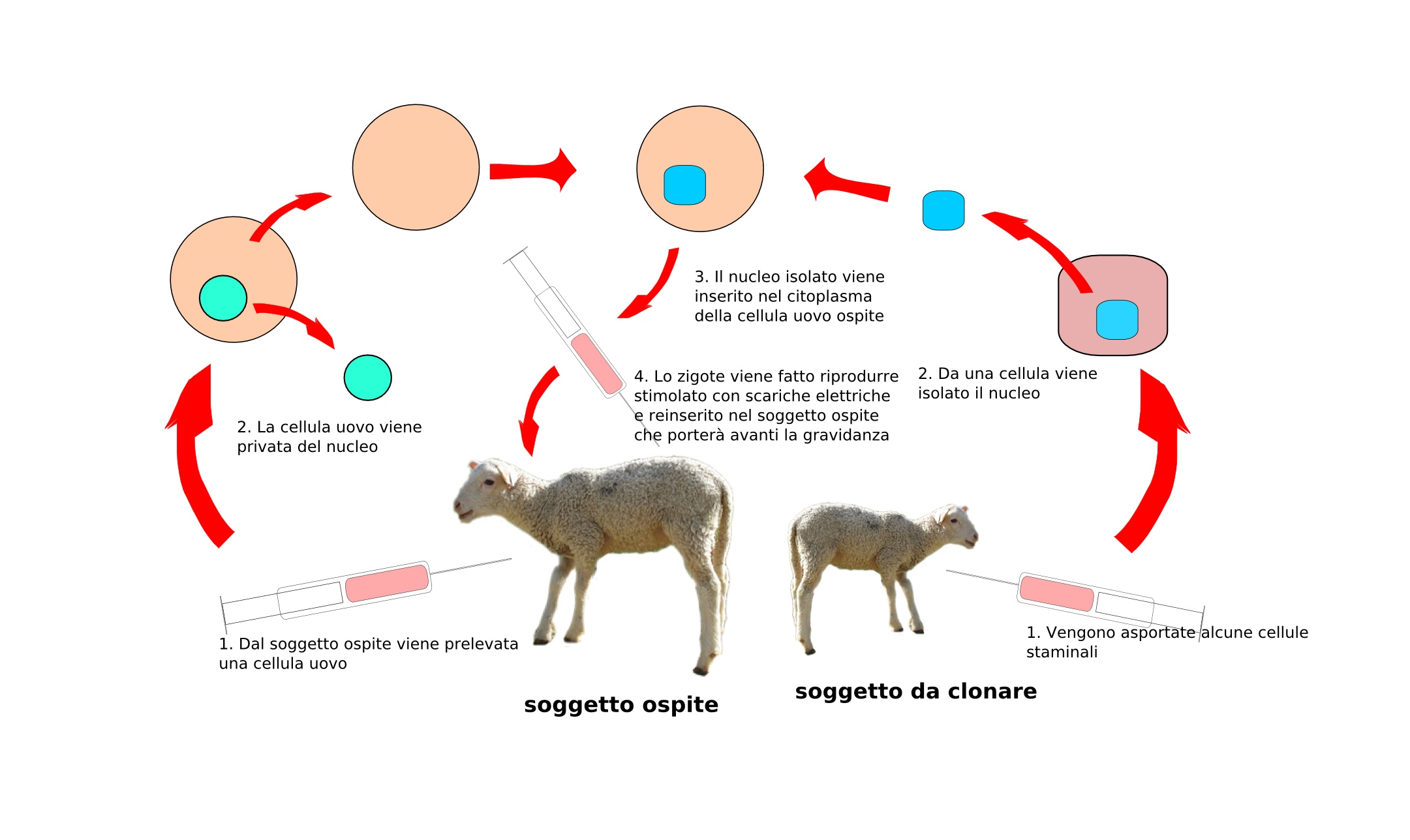
Schema semplificato della clonazione

## Storia

### I primi tentativi ed esperimenti
Nel 1902 Hans Spemann, un embriologo tedesco, divise in due un embrione di salamandra composto da due cellule. Seguendo la divisione, ciascuna cellula crebbe fino a diventare una salamandra adulta, provando che ciascuna delle prime cellule di un embrione trasporta tutta l'informazione genetica necessaria per creare un nuovo organismo. Questi risultati contraddicevano le ipotesi del 1885 di Weismann che la quantità delle informazioni genetiche trasmesse da una cellula diminuiscono con la divisione di ciascuna. Spemann non riuscì a dividere le cellule dell'embrione di salamandra come Hans Adolf Edward Driesch fece prima con il suo esperimento sui ricci di mare. Al contrario Spemann creò un cappio da un singolo capello del suo piccolo figlio e strinse il cappio intorno all'embrione finché divise le due cellule dell'embrione.
Spemann propose un esperimento di trasferimento nucleare per capire se il nucleo di una cellula differenziata fosse in grado di riprogrammare le informazioni espresse e di controllare lo sviluppo embrionale. Pensò di prelevare il nucleo da una cellula di un embrione in avanzata fase di sviluppo e trasferirlo nel citoplasma di una cellula uovo enucleata (privata del suo nucleo). Spemann non poté tuttavia condurre l'esperimento per la mancanza di strumenti adatti alla manipolazione e dissezione delle cellule somatiche e germinali. Lo scienziato ripeté l'esperimento dividendo separatamente le cellule di embrioni più sviluppati.  Diversamente dal primo esperimento, solo metà dell'embrione crebbe da queste più sviluppate cellule di embrione. Da questi suoi risultati Spemann concluse che a un certo punto dello sviluppo di un embrione, che Spemann chiamò "determinazione", la specializzazione delle cellule dell'embrione è determinata. In accordo con le scoperte di Spemann, solo prima di questo momento un intero organismo può essere creato da una singola cellula di embrione.

### Il secondo dopoguerra
R. Briggs e T. J. King misero in pratica l'esperimento proposto da Spemann 14 anni prima sulla rana leopardo (Lithobates pipiens). Prelevarono il nucleo da una cellula embrionale di rana allo stadio di blastula e lo trasferirono in una cellula uovo enucleata (privata del nucleo). Si sapeva già che i nuclei di blastula erano totipotenti, da questo esperimento si vide che isolandoli ognuno poteva dare origine ad un nuovo individuo. Il 60% di tutti i nuclei trasferiti portarono a girini, ma non superarono mai questo stadio. Prelevando nuclei ad un livello di differenziazione maggiore si aveva una drastica diminuzione delle probabilità di successo (questa limitazione fu superata successivamente con la sincronizzazione tra cellule somatiche donatrici e cellula uovo, infatti è molto importante che le cellule somatiche siano in uno stadio di quiescenza e completamente differenziate, inoltre devono appartenere ad una categoria di cellule che si replica rapidamente). Da questo esperimento comunque si iniziarono a formulare alcune domande:
- il nucleo anche se differenziato contiene l'intero corredo genetico?
- questo può essere riprogrammato per lo sviluppo di un nuovo individuo?
- le interazioni oocita-nucleo trasferito permettono di ridifferenziare il nucleo e di dirigerne lo sviluppo?

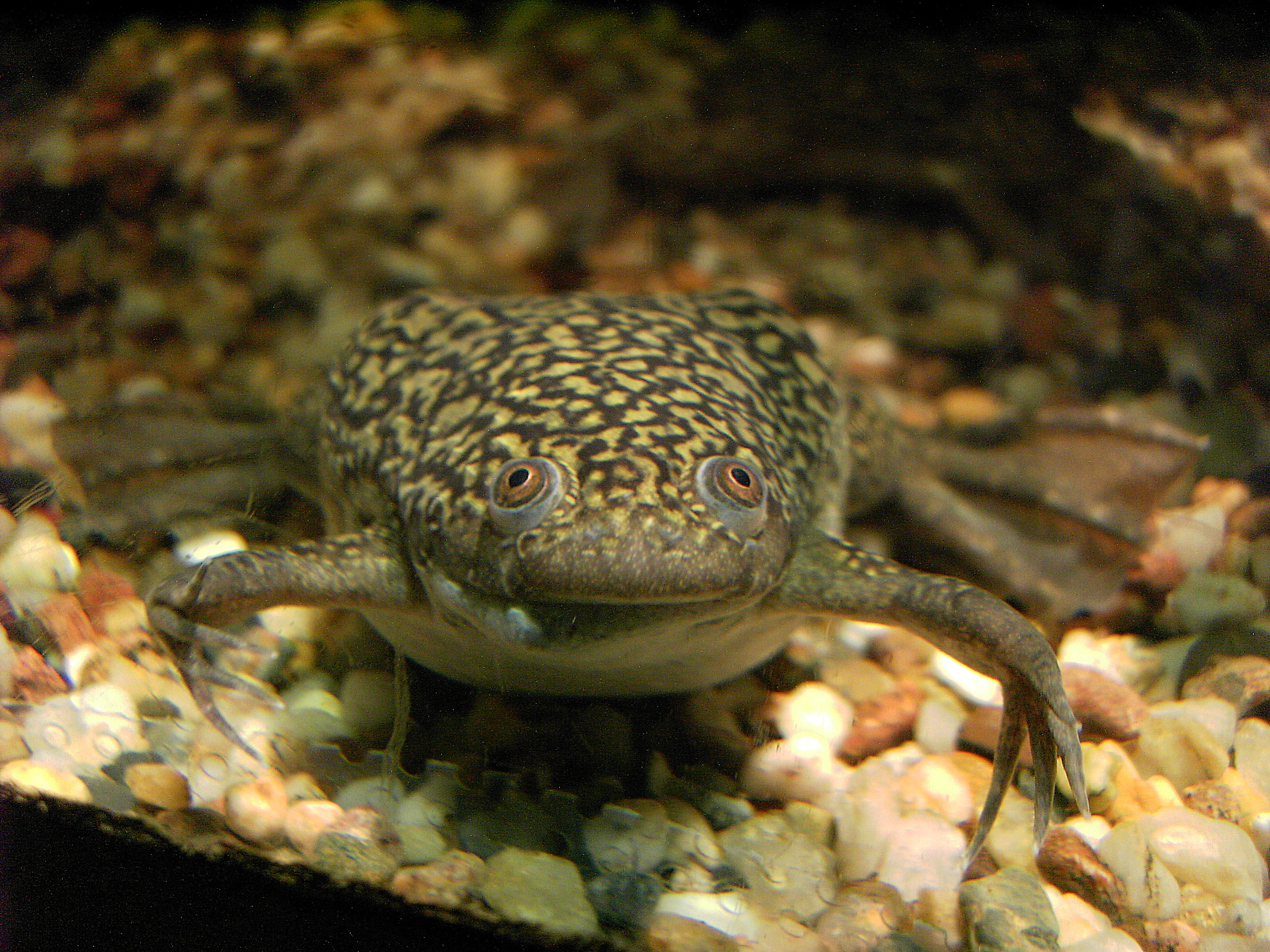
Xenopus laevis, uno dei primi vertebrati clonati

John Gurdon ritenta l'esperimento di Briggs e King, prelevando nuclei di cellule differenziate dall'intestino di girino di Xenopus laevis e trasferendole in una cellula uovo enucleata. Dei 726 nuclei trasferiti solo 10 si svilupparono fino allo stadio di girino. Utilizzando il trapianto in serie (cioè ponendo un nucleo intestinale in un uovo, lasciandolo sviluppare fino allo stadio di blastula e poi trasferendo i nuclei delle cellule della blastula in altrettante uova, si ottiene una maggiore de-differenziazione del nucleo originale e un maggior numero di cloni) ottenne un successo del 7% e 7 di questi girini metamorfosarono in rane adulte fertili.
L'esperimento di Gurdon differisce da quello di Briggs e King perché venne utilizzato un organismo più primitivo della rana leopardo. Xenopus ha una capacità di rigenerazione maggiore, può infatti rigenerare arti perduti, e lo sviluppo iniziale è tre volte più rapido di quello di Lithobates pipiens. Quest'esperimento fu però criticato da Briggs e King che sostennero che le cellule di girino potevano essere contaminate da cellule germinali che migrano e spesso sostano attraverso l'intestino, inoltre non si poteva con certezza affermare che le cellule di un girino così giovane fossero sicuramente differenziate. Per annullare queste critiche, Gurdon e colleghi hanno coltivato cellule epiteliali di una rana dai piedi palmati adulta. Si riconosceva che queste cellule erano differenziate, perché ognuna conteneva cheratina, la proteina caratteristica delle cellule della pelle dell'adulto. Se i nuclei di queste cellule venivano trasferiti in ovociti di Xenopus enucleati ed attivati, nessuna di queste uova con nucleo trasferito andò oltre lo stadio di neurula. Con trapianti in serie però si generarono numerosi girini, ma questi girini morirono tutti prima di nutrirsi.
Nel 1981 un giovane ricercatore americano, Peter Hoppe, e un brillante ricercatore di origine tedesca Karl Illmensee, pubblicarono un articolo in cui riferivano di avere ottenuto alcuni topolini in seguito al trasferimento di nuclei di cellule embrionali allo stadio di blastocisti in oociti enucleati. Riuscendo a micromanipolare il gamete femminile e l’embrione preimpianto di un topolino, Hoppe e Illmensee avevano quindi dimostrato che era possibile clonare anche i mammiferi, la classe alla quale appartiene l’uomo. Se l’esperimento di Hoppe e Illmensee aveva confermato la pluripotenzialità dei nuclei di cellule embrionali, il passo successivo, la clonazione a partire da nuclei prelevati da cellule di individui adulti, avrebbe definitivamente dimostrato la reversibilità dei processi attivi nella determinazione del differenziamento cellulare. Purtroppo, nonostante i numerosi tentativi di ripetere l’esperimento di Illmensee e Hoppe, nessun ricercatore riuscì più a ottenere il completo sviluppo di un embrione di topo: nemmeno embriologi del calibro di James McGrath e Davor Solter, i quali tentarono di clonare topi a partire da nuclei prelevati da blastomeri di embrioni a 2, 4, 8 cellule sino alla blastocisti (stadio utilizzato da Hoppe e Illmensee) con risultati sempre negativi. Nel 1984, in un articolo pubblicato sulla rivista «Nature», essi dichiararono che «la clonazione di topi, utilizzando tecniche di trasferimento nucleare, è biologicamente impossibile». Né loro né altri ricercatori riuscirono a ripetere l'esperimento con successo. Questo fallimento portò allo scioglimento del gruppo di ricerca di Hoope e Illmensee e i finanziamenti per questi studi nell'ambito della biologia dello sviluppo vennero bloccati. Continuarono solo in campo zootecnico per l'interesse economico che ne poteva derivare.
Nel 1986, Willadsen annunciava di avere clonato alcune pecore trasferendo nuclei di embrioni preimpianto in oociti enucleati. Pochi mesi dopo, nel 1987, Neil First pubblicava un articolo dimostrando di avere ottenuto nel suo laboratorio alcuni vitelli a partire da cellule embrionali preimpianto, e più tardi ottenne un nuovo successo a partire da cellule della blastocisti, ossia le stesse cellule del nodo embrionale utilizzate anni prima negli esperimenti di Illmensee e Hoppe sul topo. Impiegando tecniche di trasferimento nucleare, a partire dal 1986 a oggi, sono stati ottenuti migliaia di bovini, suini, e ovini.

### L'esperimento della pecora Dolly

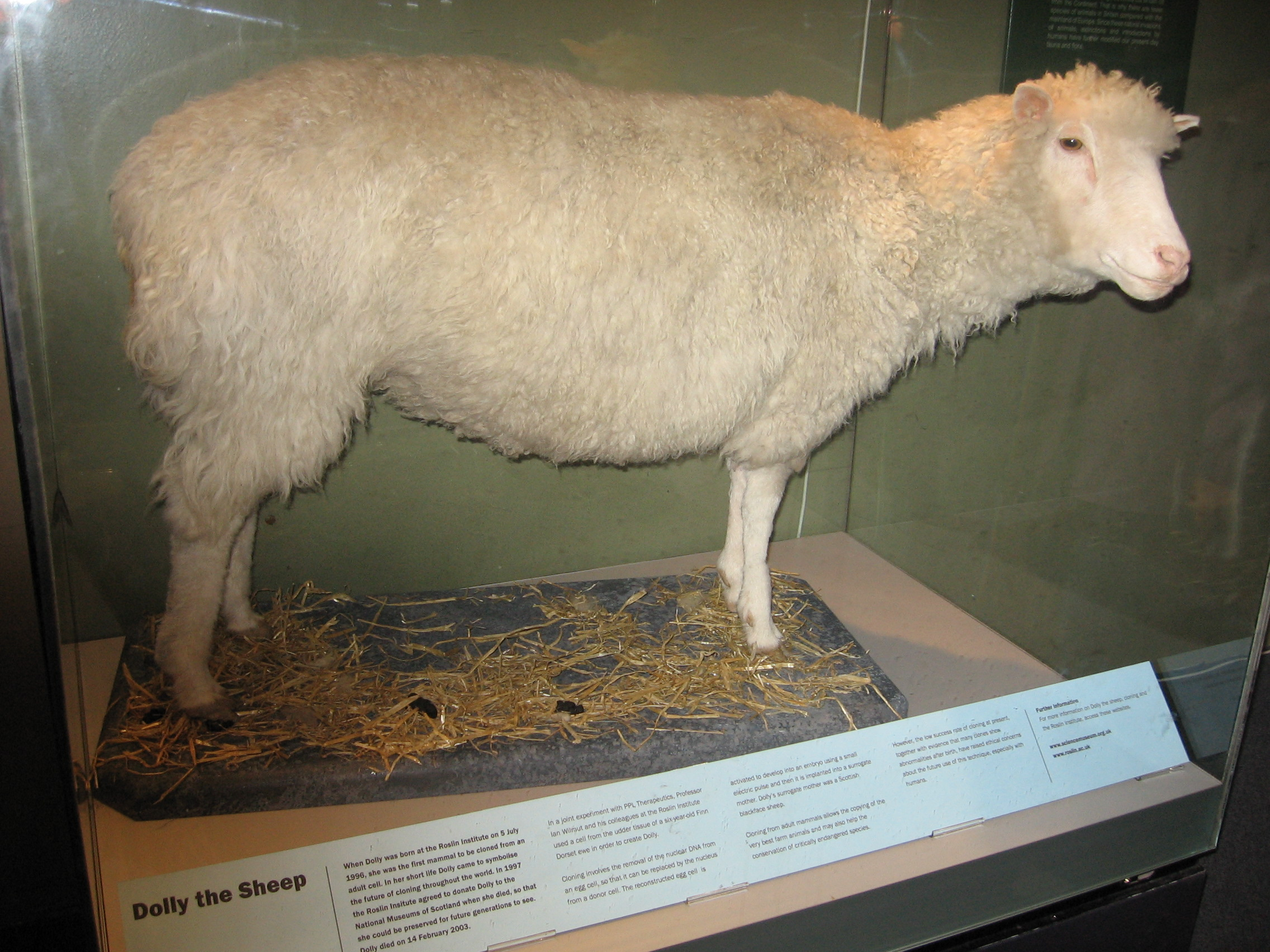
Dolly esposta al Royal Museum of Scotland

Diagramma di come è stata clonata la pecora Dolly

Nel 1996, il gruppo diretto da Ian Wilmut, dell’Istituto Roslin di Edimburgo in Scozia, perfezionò ulteriormente la tecnica. Dalla disgregazione delle cellule del nodo embrionale di pecora otteneva circa 20 cellule che non venivano utilizzate come tali, bensì coltivate in vitro per alcuni giorni, così da ottenere una popolazione di migliaia di cellule identiche tra loro. Ciascuna di queste cellule era potenzialmente in grado di dare origine a un individuo clonato, identico alle altre migliaia di individui ottenibili a partire dalle cellule embrionali della stessa popolazione. Nonostante la clonazione di individui a partire da cellule embrionali non costituisse più una novità, almeno in ambiente zootecnico, nel febbraio del 1997 la notizia, apparsa sulla rivista «Nature» sempre a opera del gruppo di ricerca diretto da Ian Wilmut, della nascita di un agnello a partire da un oocita enucleato nel quale era stato trasferito il nucleo di una cellula somatica di pecora adulta colse di sorpresa la comunità scientifica internazionale.
Dall’analisi critica del lavoro del gruppo scozzese emerge un punto di estrema rilevanza concettuale: l’impossibilità di riconoscere tra le cellule disgregate della ghiandola mammaria quale abbia contribuito alla nascita di Dolly. In seguito alla disgregazione delle ghiandole mammarie si ottengono diversi tipi cellulari isolati - cellule epiteliali, fibroblasti e linfociti - di cui è però molto difficile distinguere le caratteristiche morfologiche, ossia il fenotipo, dopo che sono state a lungo coltivate in vitro. Quindi, a oggi, non conosciamo quale sia la cellula somatica che ha permesso la nascita di Dolly. Anche se la procedura adottata dal gruppo scozzese si è rivelata aperta a critiche, non vi è dubbio però sul fatto che questo esperimento rappresenti un passaggio importantissimo nella storia dell’embriologia e finalmente, a 80 anni dagli esperimenti di Spemann, siamo in grado di dare una risposta alle domande allora poste: il genoma di una cellula somatica di mammifero adulto può essere riprogrammato all’interno del citoplasma di un oocita enucleato ed è in grado di sostenere lo sviluppo embrionale a termine fino alla nascita di un nuovo individuo.

### I successi in Asia
Yanagimachi Ryuzo e il suo gruppo di ricerca riescono finalmente ad ottenere la nascita di topolini a partire da nuclei somatici in ovociti enucleati (l'esperimento di Illmensee che non si era riusciti a ripetere). Furono utilizzati altri tipi cellulari come donatori del nucleo: le cellule follicolari del cumulo ooforo (circondano l'oocita ovulato a formare una corona chiamata appunto cumulo ooforo), le cellule del Sertoli (componente somatica del tubulo seminifero, regolano l'andamento della spermatogenesi) e le cellule nervose (dalla corteccia cerebrale di individui adulti). In questo esperimento invece di far fondere le membrane dell'oocita e della cellula somatica con l'aiuto del virus Sendai si è preferito estrarre e trasferire direttamente il nucleo all'interno dell'oocita. Solamente le cellule follicolari sono state in grado di svilupparsi fino alla nascita. I macachi Zhong Zhong e Hua Hua sono i primi primati ad essere clonati con successo a partire da una cellula somatica adulta (un fibroblasto).
Un team di scienziati cinesi dell'Università di Nankai a Tianjin ha clonato per la prima volta nel giugno 2022 dei maiali utilizzando robot, come riportato dal quotidiano di Hong Kong South China Morning Post.

## La clonazione nelle piante
Un esperimento fatto nel 1958 da F.C. Steward e colleghi per verificare se cellule adulte e differenziate di piante avessero un corredo genetico completo, consistette nell'isolare piccoli pezzi di floema dalle radici di carota che vennero poi messi in piastre contenenti latte di noce di cocco. Questo liquido contiene tutti i fattori e le sostanze nutritive necessarie per l'accrescimento e gli ormoni per la differenziazione della pianta. In queste condizioni le cellule proliferarono e si formò una massa di tessuto chiamata Callo. Le piastre vengono fatte ruotare per provocare la disgregazione di questa massa e il distacco di cellule nella sospensione. Le cellule vengono isolate e danno origine a noduli cellulari simili a radichette. I noduli vengono infine posti in terreno di coltura solido e da questi si osserva lo sviluppo di una nuova pianta di carota completa e fertile.
L'esperimento è favorito dall'elevata capacità rigenerativa delle piante, la clonazione vegetale è infatti praticata normalmente in natura come metodo di propagazione della specie, inoltre mentre negli animali le cellule germinali rappresentano una popolazione distinta e separata, le piante derivano normalmente i loro gameti da cellule somatiche. Non sorprende quindi che una singola cellula di pianta isolata possa dare origine a tutti gli altri tipi di cellule e formare un nuovo individuo identico al donatore della cellula.

## Applicazioni pratiche
Fra i possibili campi di applicazione positivi della clonazione: 
- Tutelare la biodiversità e conservare specie in via di estinzione
- Studio approfondito di malattie neurodegenerative e genetiche
- Fissare caratteri ottenuti per incroci e selezione
- Sostituire la normale modalità riproduttiva quando le esigenze dell'allevamento, ad esempio la castrazione che si effettua per ottenere animali da carne con certe caratteristiche, o le patologie (come la sterilità), la rendono impossibile
- Clonazione a scopo terapeutico inserendo in specie animali, vegetali o batteriche, geni che producono molecole utili per patologie umane. Gli organismi geneticamente modificati così ottenuti vengono clonati per ottenere una quantità sufficiente di prodotto

## Il ruolo del DNA mitocondriale
Durante gli esperimenti postumi su animali clonati, sia con tecniche di clonazione che con tecniche di trasferimento nucleare, si rese evidente un'anomalia che si ipotizzò potesse essere in qualche modo implicata nell'apparizione di diverse patologie nei cloni, patologie che sono appunto ascrivibili a una non corretta ricombinazione del nucleo. Inaspettatamente infatti nel genoma del clone non sembrava essere presente una sensibile preponderanza del DNA mitocondriale dell'ovocita rispetto a quello del nucleo impiantato. Questo aspetto risultò peculiare in 7 bovini clonati su 10 analizzati. Nel caso della pecora Dolly invece risultava normalmente il DNA mitocondriale della cellula uovo quello presente nel genoma mitocondriale. Si può quindi ipotizzare che il DNA mitocondriale venga ereditato secondo meccanismi ancora oggi solo parzialmente conosciuti.

## Disciplina normativa nel mondo

### Italia
In Italia la legge 19 febbraio 2004, n. 40 punisce la sperimentazione su ciascun embrione umano con la reclusione da due a sei anni e con la multa da 50.000 a 150.000 euro. Sono comunque vietati interventi di clonazione mediante trasferimento di nucleo o di scissione precoce dell'embrione o di ectogenesi sia a fini procreativi sia di ricerca. In questo caso la pena di cui sopra è aumentata. Le circostanze attenuanti concorrenti con le circostanze aggravanti non possono essere ritenute equivalenti o prevalenti rispetto a queste. È disposta la sospensione da uno a tre anni dall'esercizio professionale nei confronti dell'esercente una professione sanitaria condannato per uno di questi illeciti.

## Problematiche aperte
La clonazione animale ha aperto il campo ad una serie di discussioni etiche sulle sue potenziali applicazioni in settori moralmente discutibili.

## Nella cultura di massa
La clonazione è un tema ricorrente in numerosi film di fantascienza contemporanei, che vanno da film d'azione come Anna to the Infinite Power (1983), I ragazzi venuti dal Brasile (1978), Jurassic Park (1993), Alien Resurrection (1997), The 6th Day (2000), Resident Evil (2002), Star Wars: Episodio II - L'attacco dei cloni (2002), The Island (2005) e Moon (2009) a commedie come il film Il dormiglione di Woody Allen del 1973, e a fumetti come la Saga del clone.

## Galleria d'immagini

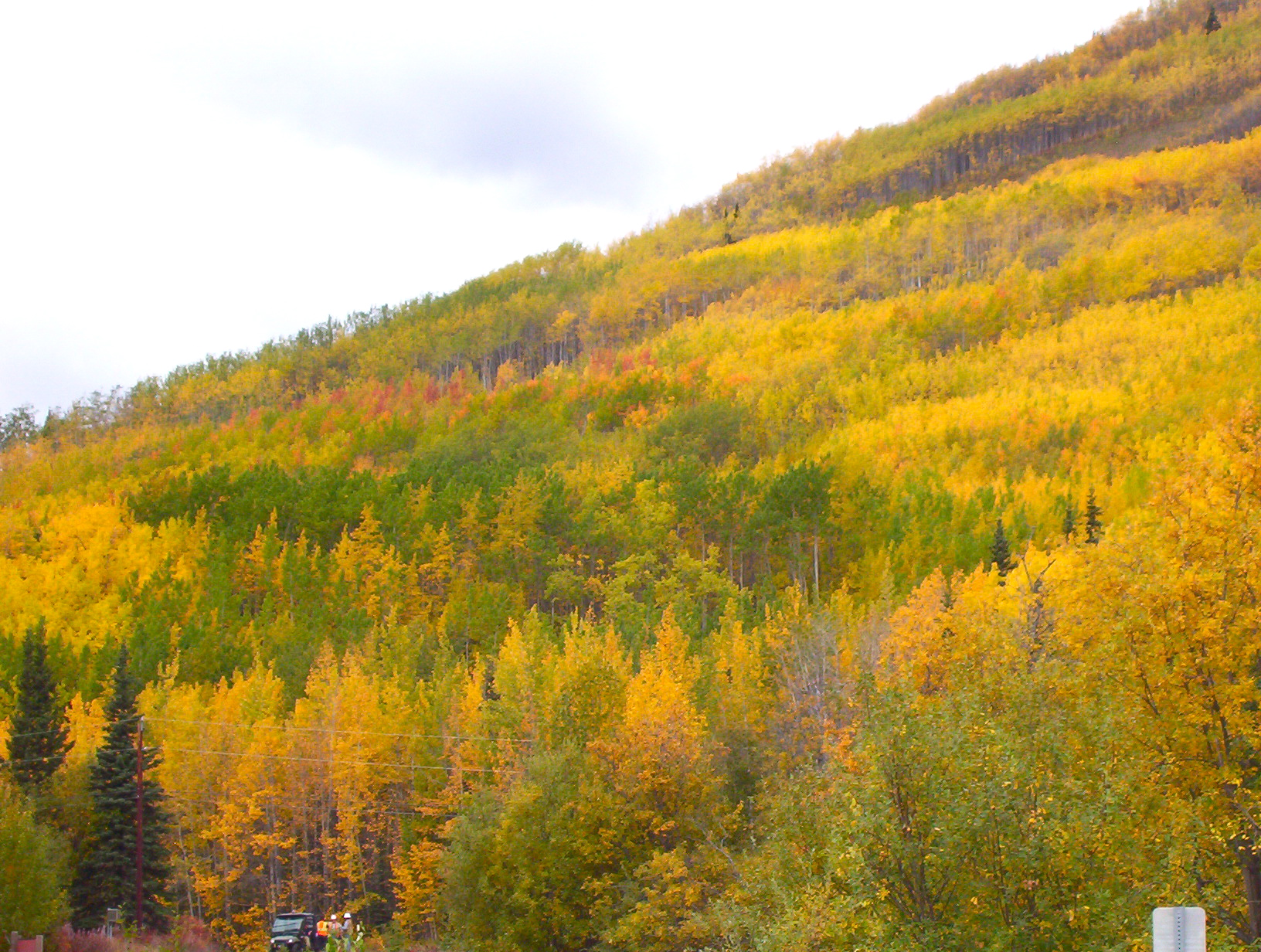
Molti organismi, compresi gli alberi di pioppo tremulo (qui rappresentato), si riproducono per clonazione, creando spesso grandi gruppi di organismi con lo stesso DNA.
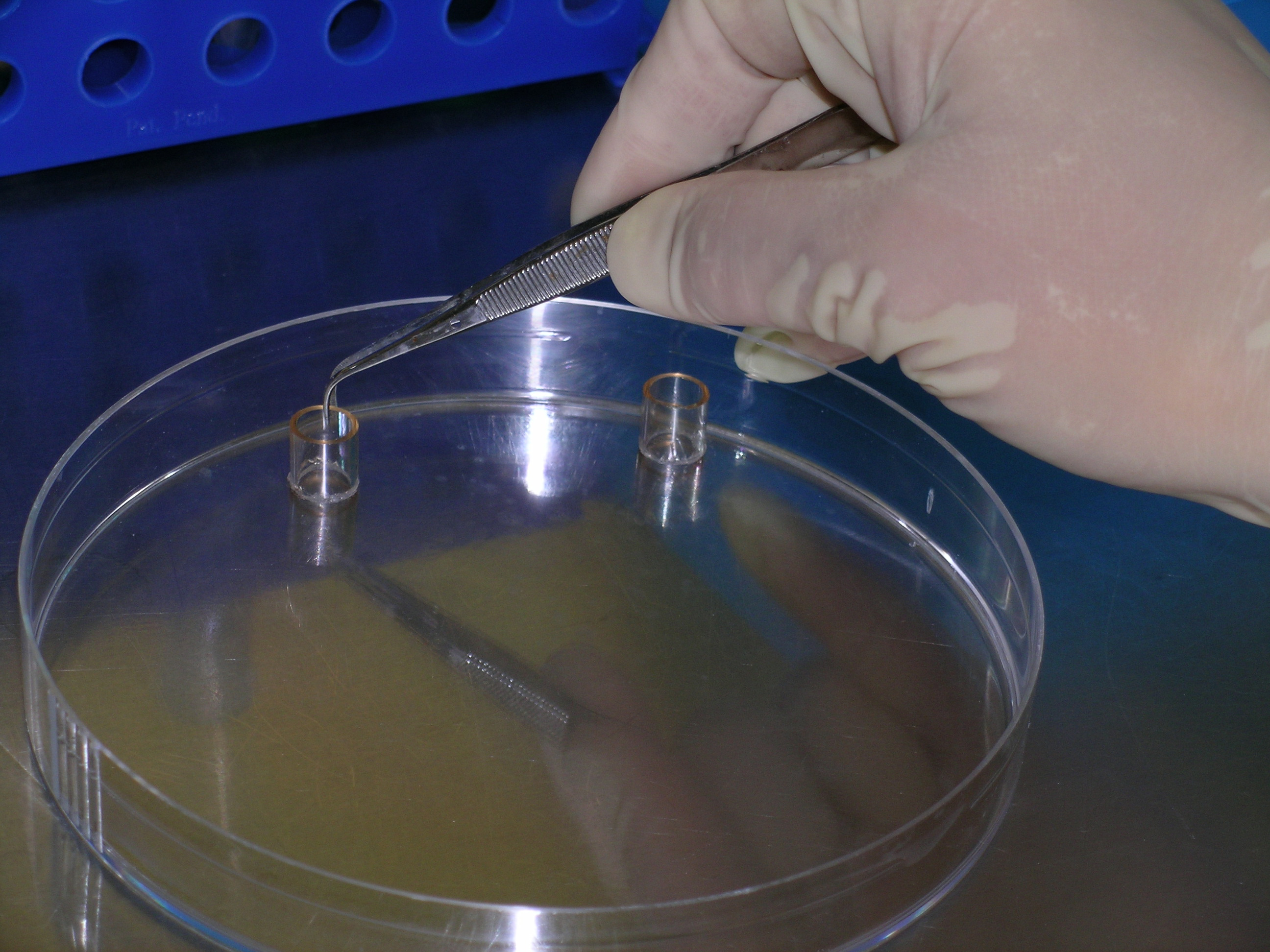
Clonazione di colonie cellulari mediante anelli di clonazione.
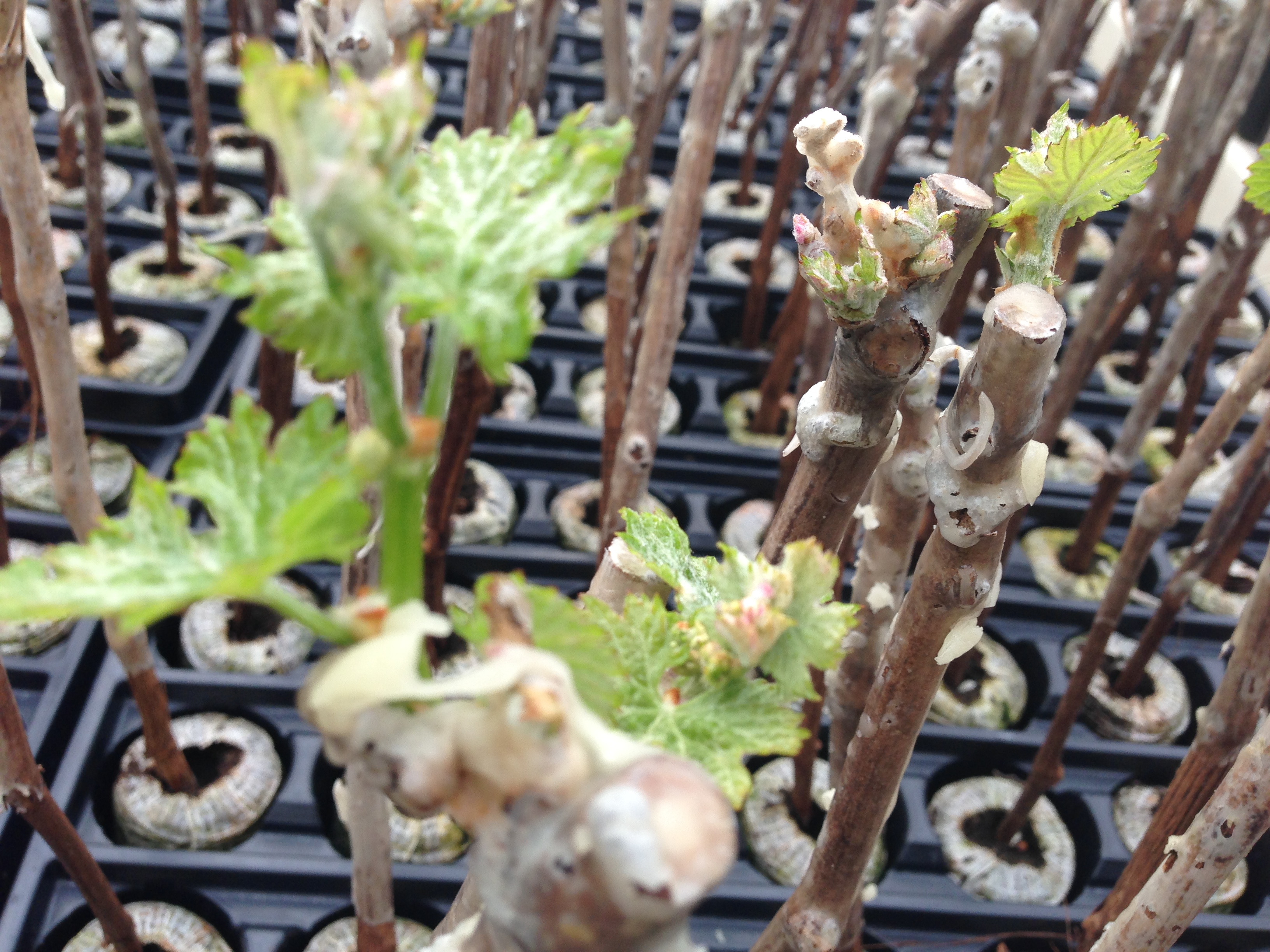
La moltiplicazione delle piante da talea, come la vite, è un'antica forma di clonazione.
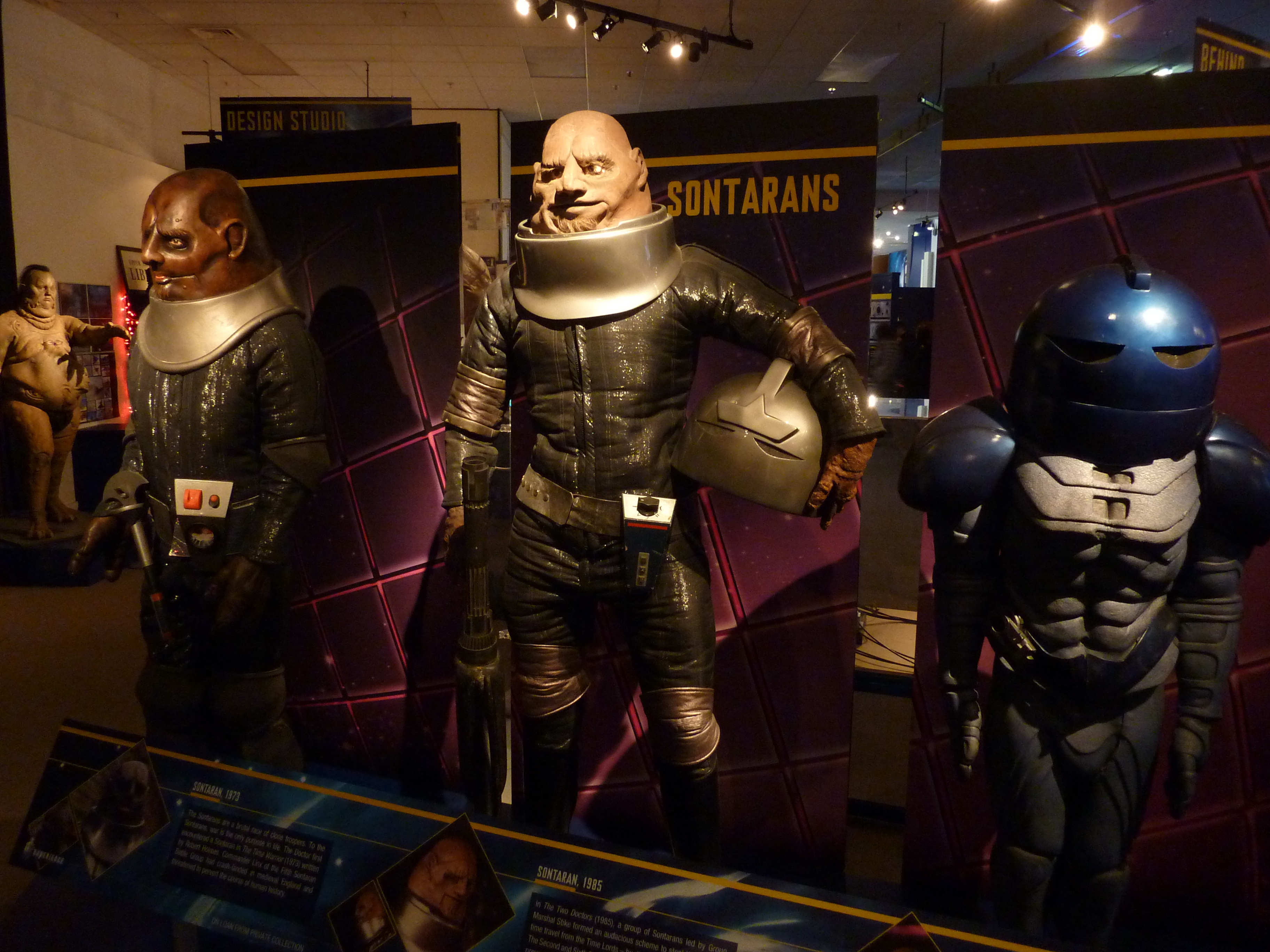
I Sontaran in Doctor Who (una serie televisiva britannica di fantascienza) sono una razza di guerrieri clonati